# Гамбаров, Ильхан
Ильха́н (Ильха́м) Гамба́ров (азерб. İlham Qəmbərov; 23 января 1968 — январь 1998, Баку) — советский и азербайджанский футболист.

## Биография
Начал выступать на профессиональном уровне в 1987 году в клубе 2-й лиги «Гёязань» из города Казах, далее играл в сумгаитском «Хазаре» и в «Динамо» из Гянджи. В 1992 года выступал в чемпионате Азербайджана по футболу, куда был приглашён в бакинский «Нефтчи», провёл 28 игр за клуб, в которых забил 4 гола. Вместе с клубом стал чемпионом страны. В 1993 переезжает в Россию, играл за махачкалинские клубы «Анжи» и «Динамо». В 1994 вернулся в Азербайджан, играл за клуб «Бакы Фехлеси», с 1995 по 1996 год выступал за «Шамкир», завершал же профессиональную карьеру в «Сумгаите».

## Достижения
«Нефтчи» Баку
- Чемпион Азербайджана: 1992